# Nordostwasser
Das Nordostwasser (englisch Northeast Water) ist eine ortsfeste, regelmäßig auftretende Küstenpolynja vor der Küste Nordostgrönlands. Sie bildet sich jährlich in der Grönlandsee nördlich 79° Nord und zwischen 5° und 15° West. Im Sommer erreicht sie eine maximale Größe von etwa 44.000 km². Das Nordostwasser ist ein wichtiger Lebensraum für Meeresvögel und -säuger.

## Entstehung
Die Entstehung des Nordostwassers wird auf die kombinierte Wirkung einer Festeisbarriere im Süden (Norske Øer Ice Barrier) und einer nach Norden fließenden Küstenströmung (Northeast Greenland Coastal Current) zurückgeführt. Eine Rolle spielt dabei auch die Ob-Bank auf dem Festlandsockel vor Nordostrundingen, die das Eis des Ostgrönlandstroms nach Osten umleitet. Größe und Form der Polynja sind von Jahr zu Jahr großen Schwankungen unterworfen. Typischerweise öffnet sie sich im April oder Mai südlich der Ob-Bank und erweitert sich anschließend nach Süden zur Inselgruppe der Henrik Kröyer Holme. Im Spätsommer kann sie eine Fläche von bis zu 44.000 km² einnehmen, bevor sie sich im September wieder schließt.
An den Küsten von Amdrup Land und Holm Land gibt es zahlreiche Siedlungsreste früherer Inuit-Kulturen (Independence I, Independence II und Thule). Die zurückgelassenen Knochen von Meeressäugern und -vögeln belegen, dass das Nordwasser schon seit mehreren tausend Jahren existiert und von denselben Arten genutzt wird wie heute.

## Fauna
Im Nordostwasser findet eine intensive biologische Produktion statt. Meeresvögel, die auf offenes Wasser angewiesen sind, finden hier bereits im Frühjahr Zugang zu ihrer Beute. Da die Polynja auch im Winter keine geschlossene Eisdecke aufweist, können Robben sich hier das ganze Jahr über aufhalten. Wenn sich die Polynja im Frühjahr geöffnet hat, wandern auch Wale in das Nordostwasser ein.
Das häufigste Säugetier im Gebiet ist die Ringelrobbe, die ganzjährig im Nordostwasser anzutreffen ist. Verbreitet ist auch die Bartrobbe. Das Walross hat im Nordwasser wohl seine größte Population an der gesamten grönländischen Ostküste. Im Sommer 2008 wurde die Anzahl der Tiere auf 470 geschätzt. Im Winter dürften es mehr sein. Der Reichtum an Robben zieht auch Eisbären an. An der Küste wurden zahlreiche Geburtshöhlen gefunden. Besonders im Frühjahr sind die Tiere am Eisrand der Polynja nahe der Küste anzutreffen. Im Sommer wandern Narwale in das Nordwasser ein. Es wurden auch relativ viele Grönlandwale der bedrohten Spitzbergenpopulation beobachtet.
Eine besondere Bedeutung hat das Nordostwasser für die arktischen Vögel. Die Henrik Kröyer Holme besitzen Grönlands größte Brutkolonie der seltenen Elfenbeinmöwe (ca. 300 Vögel). Hier brüten aber auch die Rosenmöwe, die Schwalbenmöwe und die Küstenseeschwalbe. Die Dreizehenmöwe und der Eissturmvogel haben an der grönländischen Küste westlich des Nordostwassers ihre weltweit nördlichsten Brutkolonien. Für die Eiderente und die Prachteiderente stellt der Norden der Polynja einen wichtigen Frühjahrsfutterplatz dar. Die Henrik Kröyer Holme werden von BirdLife International als Important Bird Area (GL054) ausgewiesen.

## Geschichte
Die Danmark-Expedition, die von 1906 bis 1908 unter Leitung von Ludvig Mylius-Erichsen den Nordosten Grönlands erforschte, fand an der Küste vor dem Nordostwasser eine isolierte nördliche Brutenklave des Eissturmvogels. Lauge Koch machte 1933 bei einer Reihe von Flügen in Nordostgrönland einen 100 Kilometer langen Bereich offenen Wassers zwischen Nordostrundingen und dem 79. Breitengrad aus und vermutete bereits, dass Eisbarrieren im Norden und Süden zu seiner Bildung beitragen. Eine systematische Erforschung der hydrographischen und biologischen Verhältnisse des Nordostwassers begann erst am Anfang der 1990er Jahre mit mehreren Fahrten des deutschen Forschungsschiffs Polarstern sowie des Eisbrechers Polar Sea der United States Coast Guard. Seit 2001 ist die das Nordostwasser südlich begrenzende Eisbarriere an der Inselgruppe Norske Øer in den meisten Sommern zusammengebrochen, ein Ereignis, das im 20. Jahrhundert nur vereinzelt eintrat.